# غوتس فيرنر
غوتس فيرنر (بالألمانية: Götz Werner)‏ هو رائد أعمال ألماني، ولد في 5 فبراير 1944 في هايدلبرغ في ألمانيا.

## وصلات خارجية
- غوتس فيرنر على موقع IMDb (الإنجليزية)
- غوتس فيرنر على موقع مونزينجر (الألمانية)
- غوتس فيرنر على موقع ميوزك برينز (الإنجليزية)